# Hildegard Trabant

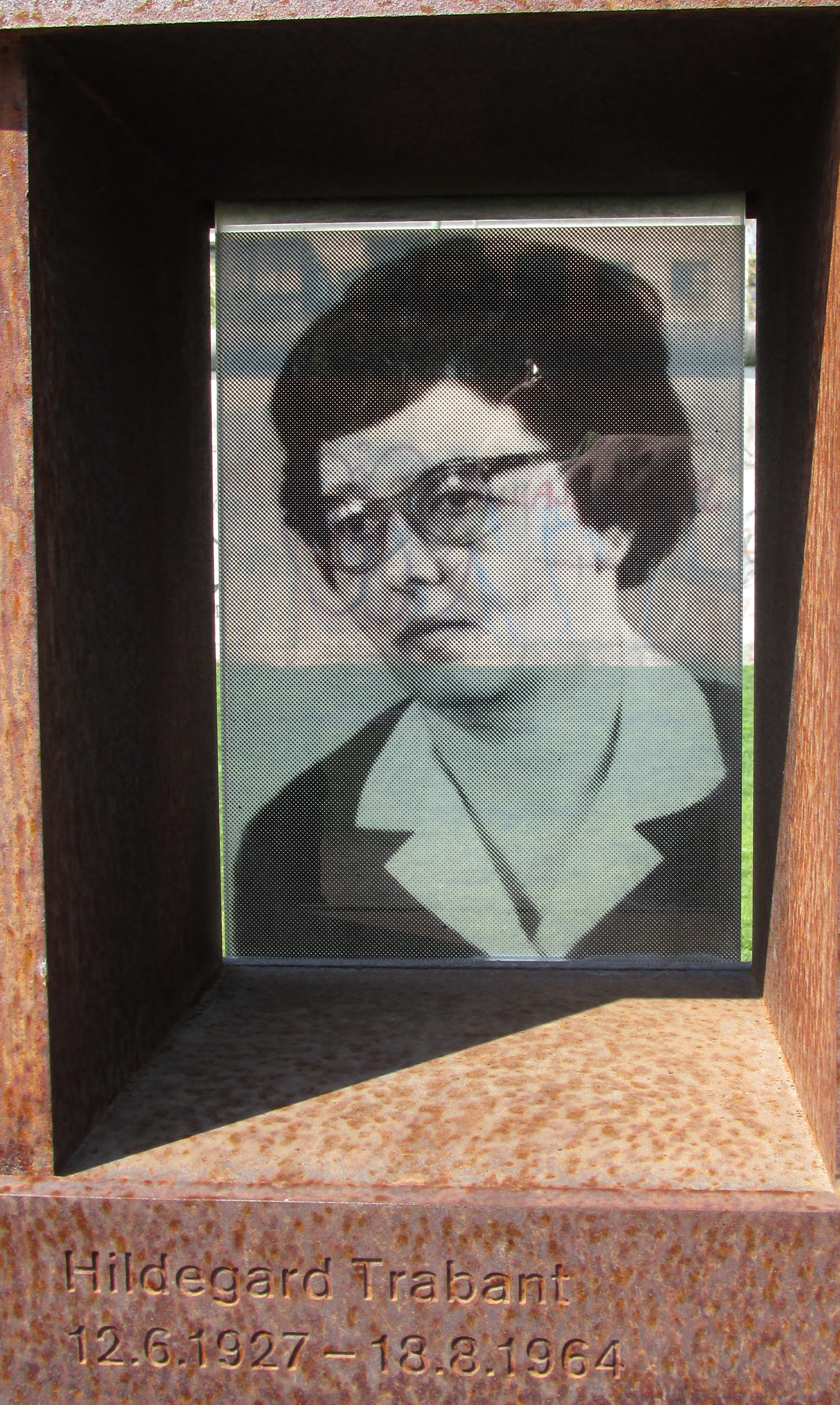
Hildegard Trabant im Fenster des Gedenkens der Gedenkstätte Berliner Mauer

Hildegard Johanna Maria Trabant, geborene Pohl, (* 12. Juni 1927 in Berlin; † 18. August 1964 ebenda) war ein Todesopfer an der Berliner Mauer. Bei einem Fluchtversuch wurde sie von zwei Angehörigen der Grenztruppen der DDR im Bereich der damals unterbrochenen Berliner Ringbahn zwischen den Bahnhöfen Schönhauser Allee (Ost-Berlin) und Gesundbrunnen (West-Berlin) entdeckt und durch einen Schuss tödlich verletzt.

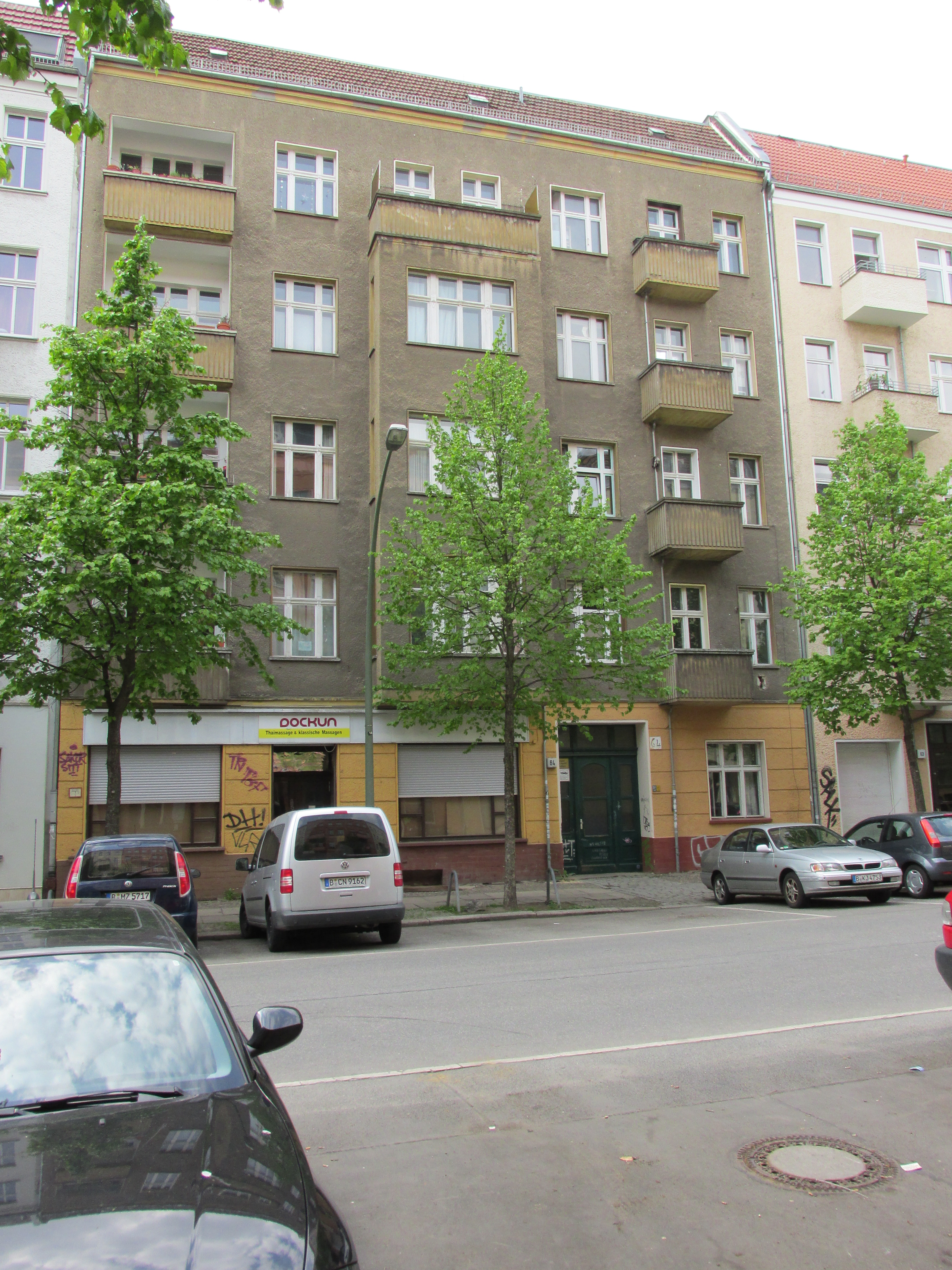
Wohnhaus in der Richard-Sorge-Straße 64 (ehemals Tilsiter Straße 64) in Berlin-Friedrichshain

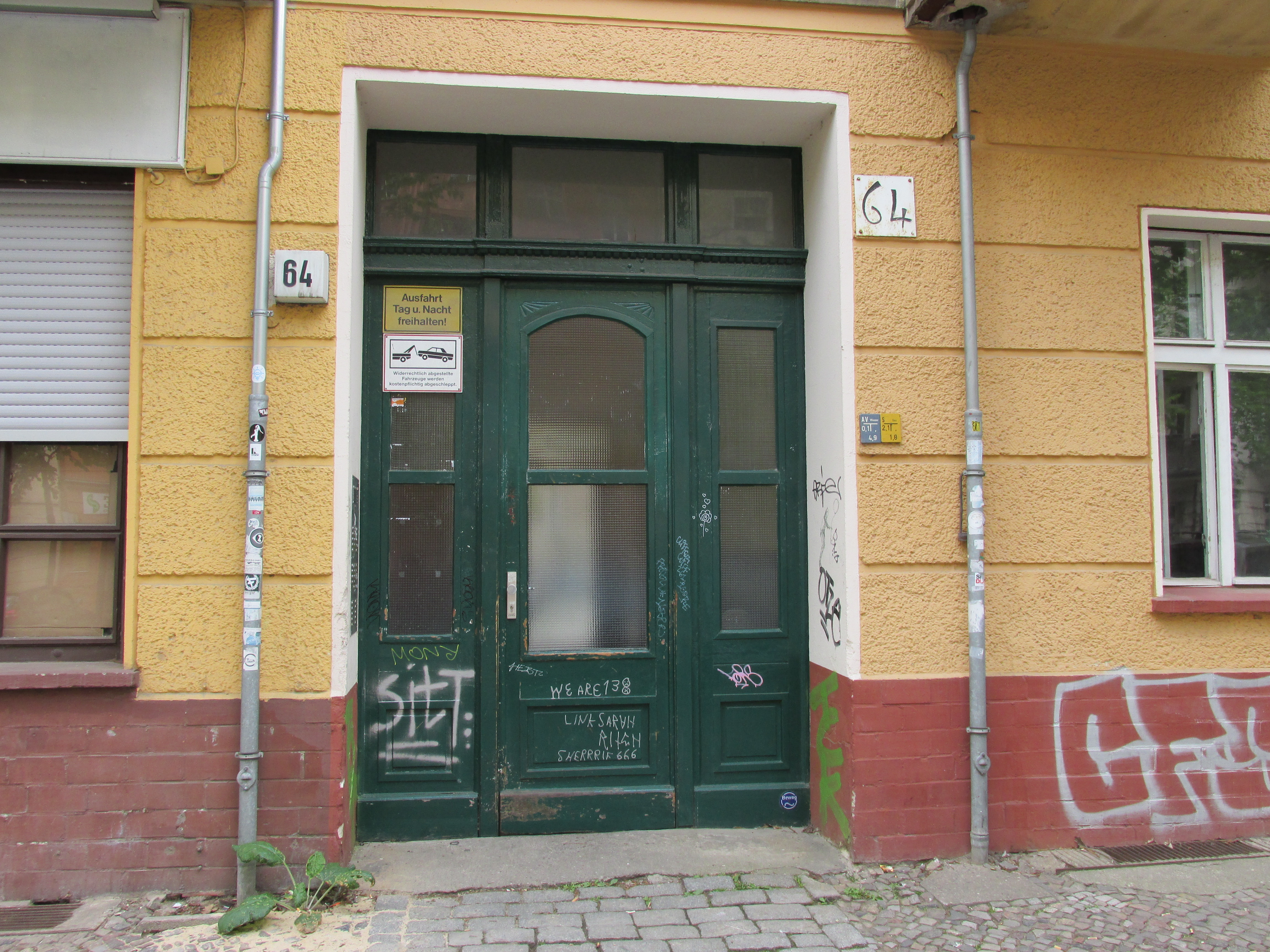
Eingangstür zum Wohnhaus in der Richard-Sorge-Straße 64, wo Hildegard Trabant zuletzt gelebt hat

## Leben
Trabant wuchs in Berlin auf. In der DDR gab sie sich regimetreu; sie trat im Jahr der Gründung der DDR der Sozialistischen Einheitspartei Deutschlands als aktives Mitglied bei. Zusammen mit ihrem Mann, Günter Horst Trabant, einem Volkspolizisten, den sie im Jahr 1954 geheiratet hatte, lebte sie in Berlin-Friedrichshain an der Tilsiter Straße 64 (heute Richard-Sorge-Straße 64)
und arbeitete bei einer kommunalen Wohnungsverwaltung, bei der sie eine leitende Funktion als Hausverwalterin
innehatte. Die Ehe war kinderlos, da sie wegen einer Unterleibsoperation unfruchtbar geworden war.
Die Gründe, die sie im August 1964 zur Flucht bewogen haben, lagen vermutlich im privaten Bereich: Zwischen Hildegard Trabant und ihrem Ehemann war es in der Vergangenheit zu heftigen Auseinandersetzungen inklusive Misshandlung und Körperverletzung gekommen. Im Februar 1964 war der VP-Angehörige deshalb von seinen Vorgesetzten zur Rede gestellt worden. Zur Zeit ihres Todes war ihre Mutter schon tot und ihr Vater war in einem Pflegeheim in West-Berlin untergebracht. Mit Ausnahme eines Günter Pohl in Marl-Drewer, Kreis Recklinghausen hatte sie keine anderen Verwandten.

## Fluchtversuch
Am 18. August 1964 berichtete Günter Trabant in seinem Büro, dass er seine Frau seit 7.00 Uhr am Vortag, 17. August 1964 nicht gesehen hat, und dass einige ihrer Kleider fehlten. Am 18. August 1964 um 18:50 Uhr versuchte sie, über ein stillgelegtes S-Bahn-Gelände nach West-Berlin zu fliehen. Nachdem sie die Hinterlandsicherungsmauer unbemerkt überwunden hatte und sie sich hinter Sträuchern versteckt hatte, wurde sie von zwei Posten entdeckt. Nach Ansprache sprang sie auf und rannte zurück in Richtung Ost-Berlin. Nach einem Warnschuss gab einer der Posten einen gezielten Schuss auf sie ab, der sie im Rücken traf. Getroffen brach sie zusammen und wurde in das Volkspolizei-Krankenhaus verbracht. Dort verstarb sie eine Stunde später.
Unter Anwesenheit seines Vorgesetzten informierten Mitarbeiter des Ministeriums für Staatssicherheit (MfS) den Ehemann der Verstorbenen am nächsten Tag. Er wurde in Anwesenheit seiner Vorgesetzten befragt, warum seine Frau einen Fluchtversuch unternommen hatte. Angaben dazu konnte oder wollte er im Verlauf des Gesprächs offenbar nicht machen. Sie verpflichteten ihn, über die Umstände des Todes Stillschweigen zu bewahren.

## Beerdigung

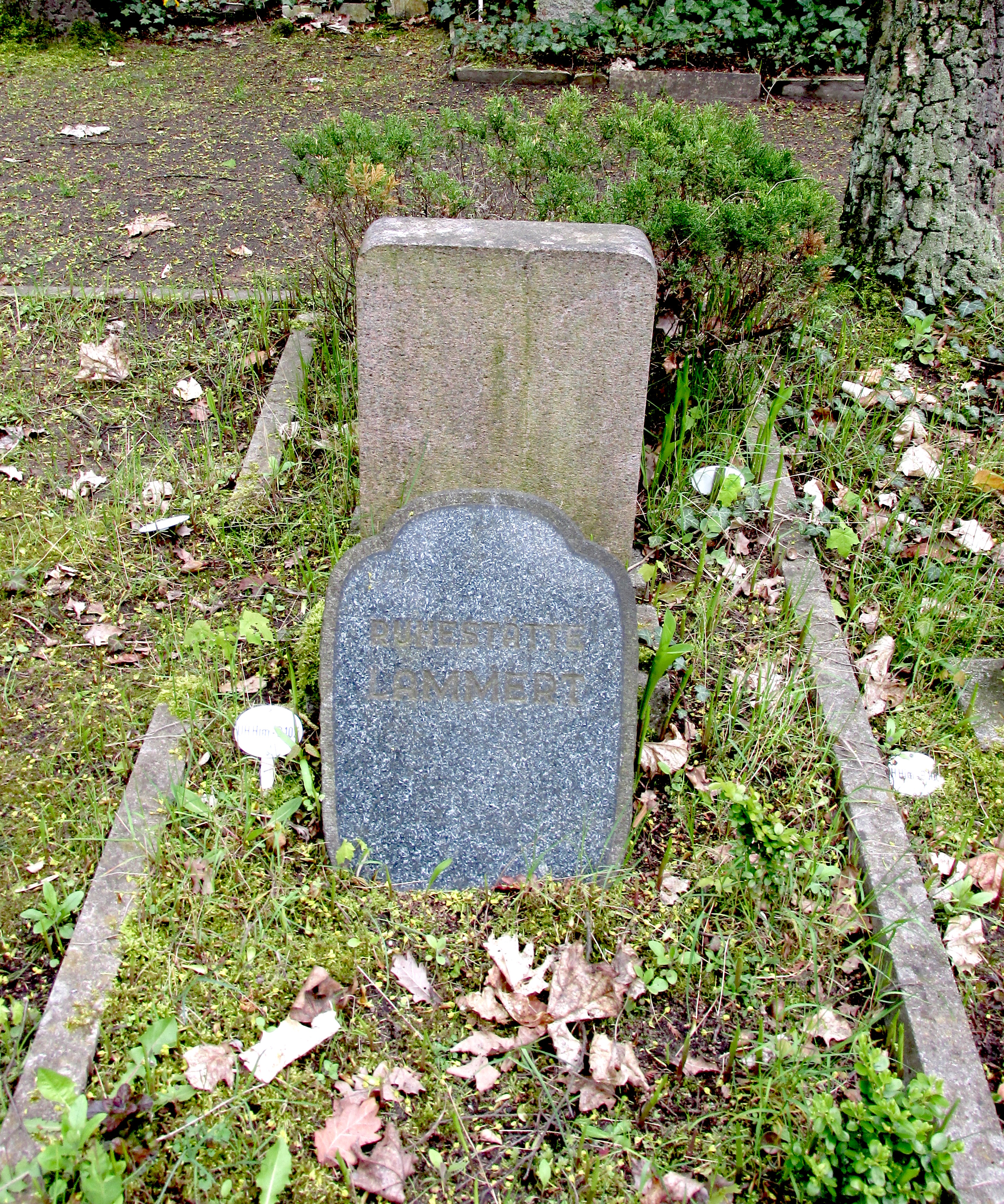
Hildegard Trabants Grab auf dem Friedhof Nordend in Berlin-Rosenthal, als UH Him – B102 markiert

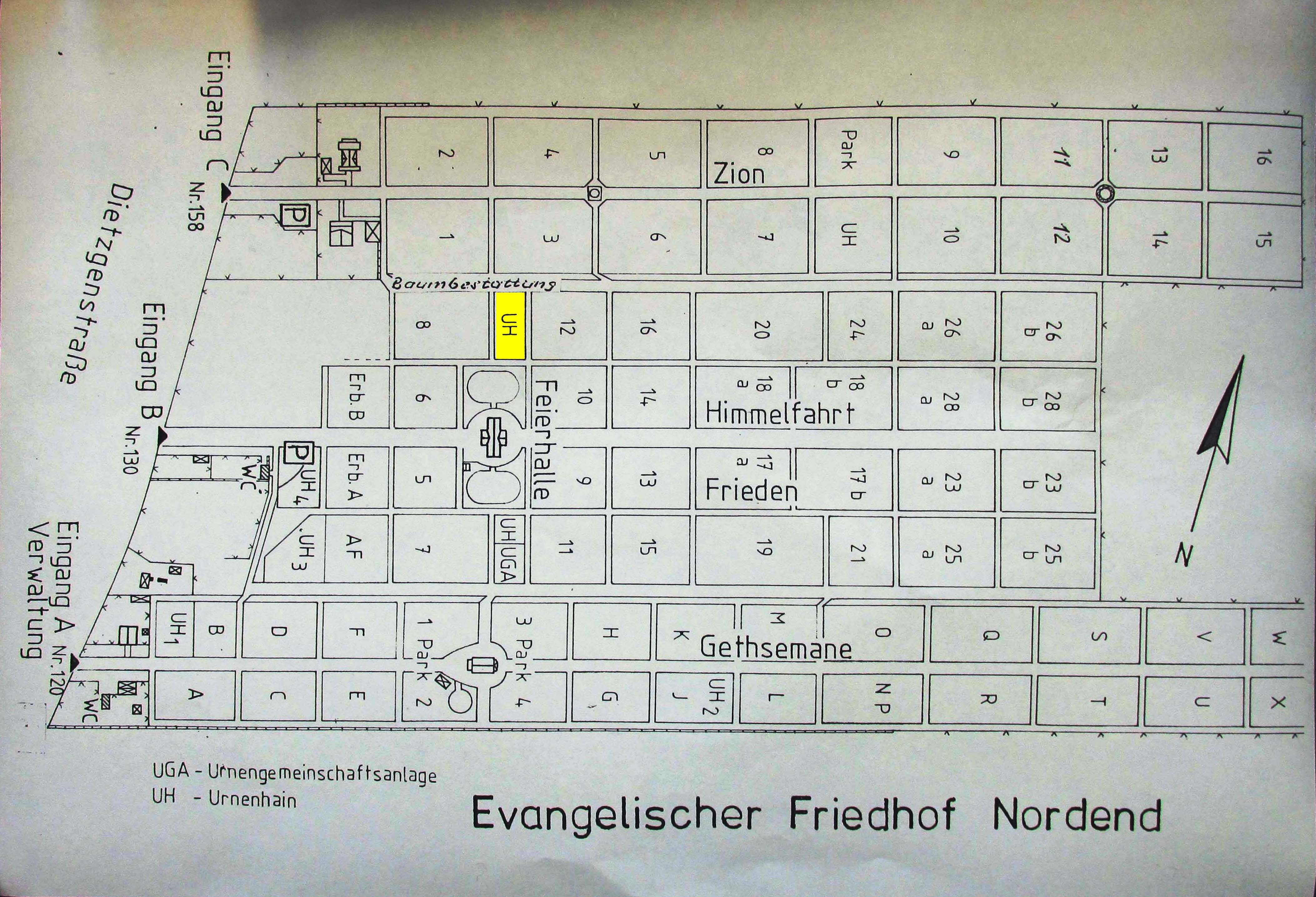
Landkarte des Friedhofs. Die Lage ihres Grabes ist gelb markiert.

Auch die Einäscherung, und die anschließende Beerdigung am 23. September 1964 auf dem Frieden-Himmelfahrt-Friedhof (heute Evangelischer Friedhof Nordend), nördlich von Pankow in Rosenthal organisierte das MfS. Die Absicht der Behörde war es, möglichst wenige Informationen über den Tod und seine Umstände in die Öffentlichkeit geraten zu lassen, um so zu verhindern, dass der Tod im Westen bekannt wurde. Sie wurde in einem linearen Grab begraben. Die Ruhezeit lief 1984 ab, so dass dieser besondere Teil des Friedhofs neu gestaltet wurde. 
Ihre Urne ist, wie die anderen dort beigesetzten Urnen noch vorhanden, befindet sich aber jetzt unter einer anderen Grabzahl in einem anderen Grab mit anderem Namen auf dem Grabstein. Früher war ihre Grabzahl UH Him – 234a. Die „neue“ Grabzahl ist UH Him – B102.
Von allen Berliner Maueropfern, die als "Flüchtlinge" eingestuft wurden, war sie wahrscheinlich die einzige, die loyal zum DDR-Regime stand.

## Nachwirkung
Anders als bei vielen anderen Todesfällen an der Berliner Mauer blieb der Tod von Hildegard Trabant in Westberlin völlig unbemerkt. Erst im Oktober 1990 nahm die Staatsanwaltschaft in Berlin Ermittlungen zu Trabants Tod auf. Vor der Jugendstrafkammer des Landgerichts Berlin wurde im Jahr 1997 Anklage gegen den zum Tatzeitpunkt jugendlichen Schützen erhoben. Die meisten anderen Mauerschützenprozesse fanden zwischen 1994 und 1995 statt. Am 10. Juni 1998 verurteilte das Gericht den geständigen Schützen zu einer Bewährungsstrafe von 21 Monaten. Im Gegensatz zu fast allen anderen Todesfällen an der Berliner Mauer war es offensichtlich, dass sie, als sie erschossen wurde, ihren Versuch schon aufgegeben hatte aus der DDR zu fliehen und zur Hinterlandmauer zurücklief, um ihre Festnahme zu vermeiden.